# Lucio De Caro
Giuseppe Lucio De Caro (Pescara, 15 gennaio 1922 – Roma, 8 aprile 2008) è stato un regista, sceneggiatore e giornalista italiano.

## Biografia
Inizia la sua attività nel cinema come assistente regista di Mario Soldati nel 1941, per dirigere il suo primo lavoro due anni più tardi con la pellicola Il ventesimo duca, nel 1947 dirige la versione italiana di Manù il contrabbandiere, successivamente si occupa del montaggio del cartone animato La rosa di Bagdad di Domeneghini.
All'inizio degli anni '50 passa al giornalismo professionale. Sale alla direzione del Tirreno di Livorno, che guida per quasi quattro anni.
Torna al cinema, come sceneggiatore, nel 1972 per il film La polizia ringrazia di Steno seguito da altri di carattere politico-poliziesco, assieme a una lunga serie di pellicole di generi diversi, riprendendo anche l'attività di regista.

## Filmografia

### Aiuto regista
- Piccolo mondo antico, regia di Mario Soldati (1941)

### Sceneggiatore
- Tragica notte, regia di Mario Soldati (1942)
- Apparizione, regia di Jean de Limur (1943)
- Il ventesimo duca, regia di Lucio De Caro (1945)
- Don Camillo e i giovani d'oggi, regia di Mario Camerini (1972)
- La polizia ringrazia, regia di Steno (1972)
- Giordano Bruno, regia di Giuliano Montaldo (1973)
- Piedone lo sbirro, regia di Steno (1973)
- Rappresaglia, regia di George P. Cosmatos (1973)
- Processo per direttissima, regia di Lucio De Caro (1974)
- Piedone a Hong Kong, regia di Steno (1975)
- La legge violenta della squadra anticrimine, regia di Stelvio Massi (1976)
- Mark colpisce ancora, regia di Stelvio Massi (1976)
- Speed Cross, regia di Stelvio Massi (1979)
- Fontamara, regia di Carlo Lizzani (1980)
- Inverno di malato, regia di Carlo Lizzani (1982)
- Un'isola, regia di Carlo Lizzani (1985)
- Italian Fast Food, regia di Lodovico Gasparini (1986)
- Tristano e Isotta, regia di Fabrizio Costa (1998)

### Montatore
- La rosa di Bagdad, regia di Anton Gino Domeneghini (1949)

### Regista
- Il ventesimo duca (1945)
- Manù il contrabbandiere (1947)
- Processo per direttissima (1974)
- Piange... il telefono (1975)
- Come ti rapisco il pupo (1976)